# Kriemionki
Kriemionki (ros. Кремёнки) – miasto w środkowej Rosji, w obwodzie kałuskim nad rzeką Protwą dopływem Oki. Prawa miejskie od 28 grudnia 2004 roku. Około 12 tys. mieszkańców (2005). 